# Улица Вяйке-Карья
Вяйке-Карья (эст. Väike-Karja tänav; Малая Скотопрогонная улица) — улица в историческом районе Старый город столицы Эстонии Таллина, ведёт от улицы Суур-Карья к Пярнусскому шоссе.

## История

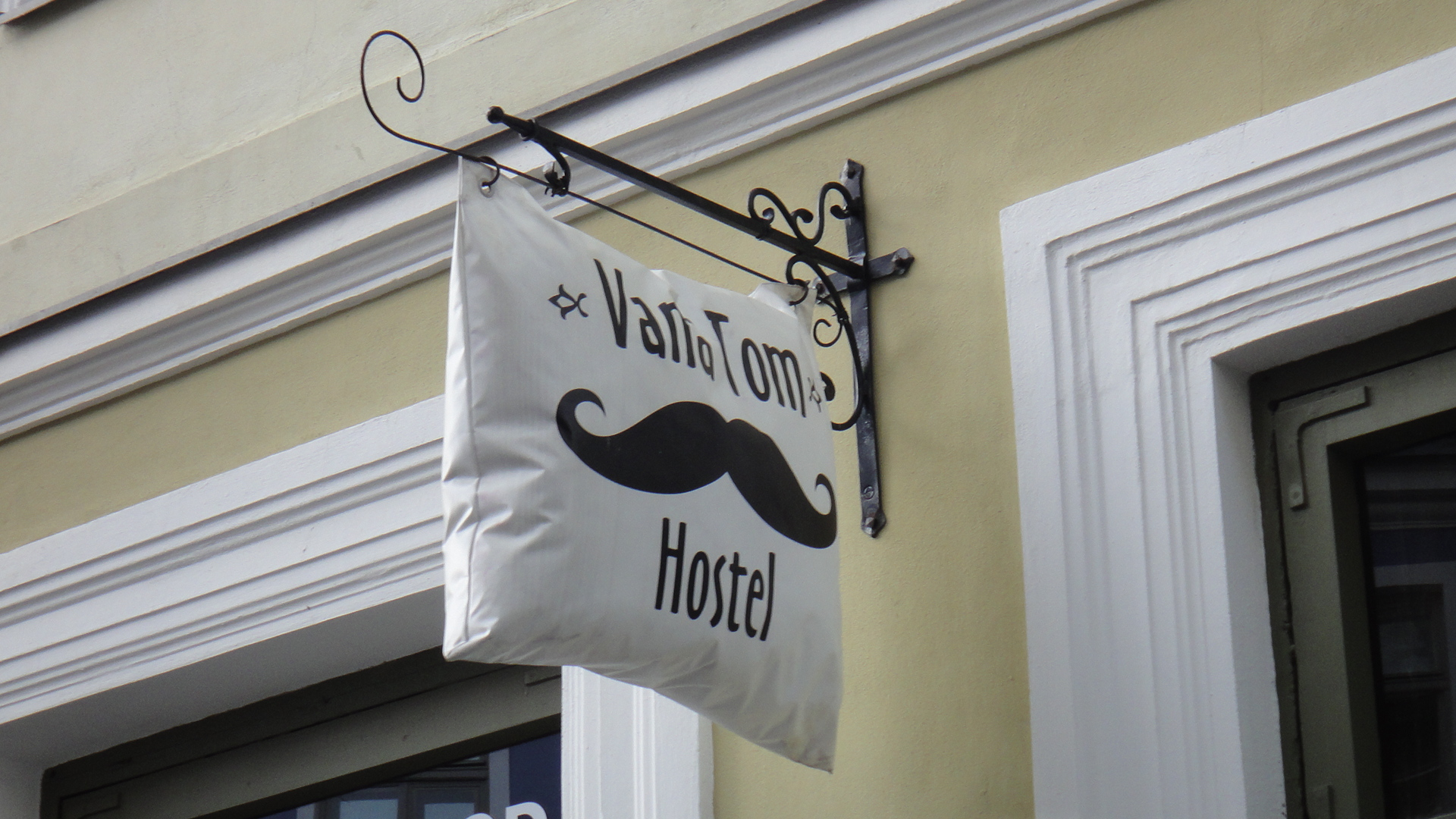
Вывеска хостела «Vana Tom»

Прежнее название улицы — Малая Михайловская (в день Св. Михаила в 1710 году перед русскими войсками капитулировал шведский гарнизон города).
Современное название связано с тем, что по улице городские жители прогоняли домашний скот на пастбища за городскими стенами через ворота, которые также носили название Скотопрогонных (Карья-варав, разрушены в 1849 году).
Первоначально улица заканчивалась пересечением с улицей Мюйривахе. В 1882 году в крепостной стене Таллина был сделан пролом и улица была продлена до Пярнусского шоссе, что увеличило протяженность улицы до 150 м. В том же, 1882 году, была разрушена башня Дувели — городские власти готовили открытие нового городского рынка (эст. Uus turg), он начал работать 19 октября 1896 года.
В настоящее время улица закрыта для проезда транспорта и является пешеходной.

## Застройка
- д. 1 — кинотеатр «Хелиос», хостел «Vana Tom».
- д. 2 — 1911—1912, архитектор Александр Ярон[3]
- д. 8 — 1937, архитектор Э. Захариас